# Homberg (Ohm)
Homberg (Ohm) – miasto w Niemczech, w kraju związkowym Hesja, w rejencji Gießen, w powiecie Vogelsberg.

## Współpraca
Miejscowości partnerskie:
- Stadtroda, Turyngia
- Thouaré-sur-Loire, Francja